# ان‌جی‌سی ۳۳۷
ان‌جی‌سی ۳۳۷ (انگلیسی: NGC 337) نام یک کهکشان مارپیچی در صورت فلکی نهنگ است.